# ألكسندر غولار
ألكسندر غولار (بالبرتغالية: Alexandre Goulart‏) (24 يوليو 1976 في البرازيل – )؛ هو لاعب كرة قدم سابق كان يلعب كمهاجم.

## وصلات خارجية
- ألكسندر غولار على موقع رابطة كرة القدم اليابانية للمحترفين (اليابانية)
- ألكسندر غولار على موقع قاعدة بيانات كرة القدم.إي يو (الإنجليزية)
- ألكسندر غولار على موقع عالم كرة القدم.نت (الإنجليزية)